# Cerro Silvestre
Cerro Silvestre è un comune (corregimiento) della Repubblica di Panama situato nel distretto di Arraiján, provincia di Panama. Si estende su una superficie di 19,3 km² e conta una popolazione di 23.592 abitanti (censimento 2010).